# Los viciosos
Los viciosos  es una película en blanco y negro de Argentina dirigida por Enrique Carreras sobre el guion de Sixto Pondal Ríos que se estrenó el 25 de octubre de 1962 y que tuvo como protagonistas a Graciela Borges, Jorge Salcedo, Eduardo Cuitiño y Myriam de Urquijo.

## Sinopsis
La policía investiga una red de narcotraficantes.

## Reparto
- Graciela Borges …Irene
- Jorge Salcedo …Rufino Sosa
- Eduardo Cuitiño …Comisario Orellana
- Myriam de Urquijo …Señora de Francchi
- Inés Moreno …Ketty
- Héctor Gancé …Fernández
- Coccinelle …Ella misma
- Augusto Bonardo …Carlos de la Fuente
- Irma Roy …Estela
- Daniel de Alvarado …Dr. Cáceres
- Franca Boni …Sara
- Ricky Torres
- Carlos Rivas
- Rodolfo Onetto …Subcomisario Benítez
- Lalo Hartich …Dr. Martínez Quirós
- Roberto Bordoni
- Josefa Goldar …Mujer policía
- Luis E. Corradi
- Alberto Barcel …Médico
- Ricardo Florenbaum
- Susana Beltrán …Joven en boîte
- Orestes Soriani …Sacerdote
- Juan Pedro Venturino
- Rafael Chumbita …Salteño
- Délfor Medina
- Carlos Luzietti …Detenido
- Alberto Mazzini …Detenido
- Tatave Moulin …Periodista
- Claudio Vernet …Periodista
- Mario Hayns …Bailarín con Coccinelle
- Los Bonarenses … Músicos que interpretan "Zamba de la toldería"
- Enrique Carreras …Cameo (hombre en la barra de la boîte)
- Gilberto Rey
- Jorge Acuña

## Comentarios
Homero Alsina Thevenet opinó en El País:

”El movimiento de personajes en el cuadro y varias descripciones acartonadas del cabaret y de dolce vita en un apartamento de soltero, están en el nivel precario de un director que no asimila el cine extranjero.”

Jorge Miguel Couselo dijo en Correo de la Tarde:

”El film es una receta para la boletería y como tal marchará. Difícilmente sus productores pretendieron más.”

Por su parte, Manrupe y Portela escriben:

”Con malas actuaciones, sensacionalismo y superficialidad en su aproximación a la realidad. Es en lo formal, de lo mejor de su director….y una buena copia del Tinayre de aquellos años.”